# 斯威夫特福爾斯 (明尼蘇達州)
斯威夫特福爾斯（英語：Swift Falls）是位於美國明尼蘇達州斯威夫特縣的一個非建制地區。

## 歷史
斯威夫特福爾斯的郵局於1873年成立，其後於1910年停運。

## 地理
斯威夫特福爾斯所處的海拔為高於海平面341米（即1119英呎），而該地所採用的時區為UTC-6，即北美中部時區（CST）。同時該地設有夏令時間，為UTC-6調快一小時，即UTC-5（CDT）。